# Sternopygoidei
Sous-ordre
Les Sternopygoidei sont un sous-ordre de poissons de l'ordre des Gymnotiformes

## Liste des familles
Selon ITIS (30 mai 2010) :
- famille Apteronotidae Jordan, 1923
- famille Hypopomidae Mago-Leccia, 1978
- famille Rhamphichthyidae Regan, 1911
- famille Sternopygidae Cope, 1871

## Publication originale
- Mago-Leccia, 1978 : Los peces de la familia Sternopygidae de Venezuela. Acta Cientifica Venezolana Suplemento, vol. 29, n. 1, p. 1-89.